# Trpimir II av Kroatien
Trpimir II av Kroatien, död 935, var en kroatisk monark. Han var kung av Kroatien från 928 till 935.